# Liste der Monuments historiques in Saint-Thibault (Oise)
Die Liste der Monuments historiques in Saint-Thibault (Oise) führt die Monuments historiques in der französischen Gemeinde Saint-Thibault auf.

## Liste der Bauwerke
| Bezeichnung | Beschreibung                       | Standort                       | Kennzeichnung | Schutzstatus | Datum | Bild |
| ----------- | ---------------------------------- | ------------------------------ | ------------- | ------------ | ----- | ---- |
| Kelter      | Erbaut Anfang des 19. Jahrhunderts | 51 rue Anicet-Corniquet (Lage) | PA00114998    | Inscrit      | 1992  |      |

## Liste der Objekte
| Bezeichnung | Beschreibung           | Standort                         | Kennzeichnung | Schutzstatus | Datum | Bild |
| ----------- | ---------------------- | -------------------------------- | ------------- | ------------ | ----- | ---- |
| Taufbecken  | Stein, 13. Jahrhundert | in der Kirche St-Thibault (Lage) | PM60001495    | Classé       | 1913  |      |